# Auvinyà
Auvinyà é uma localidade de Andorra, situada na paróquia de Sant Julià de Lòria. Situada a 1.176 metros de altitude, sua população em 2015 foi estimada em 216 habitantes.